# Chapter01/マーブル色の日
「Chapter01/マーブル色の日」（チャプターワン/-いろのひ）は、矢井田瞳の11枚目のシングル。発売元はEMIミュージック・ジャパン。

## 解説
- 両A面シングル。
- CD-EXTRA仕様で、「Chapter01」「マーブル色の日」PVストリーミング配信（現在は終了している）
- Chapter01は、アルバム『Here today-gone tomorrow』にChapter02としてリアレンジされ、収録されている。後に発売されたベストアルバム『THE BEST OF HITOMI YAIDA』でようやく初収録となった。
- 今作もボーナストラックが収録されている。

## 収録曲
1. Chapter01(4:04)
  - 作詞・作曲：矢井田瞳／編曲：片岡大志、村田昭、矢井田瞳

スズキ「ソリオ『FLOWER』篇」CMソング
2. マーブル色の日(2:59)
  - 作詞・作曲：矢井田瞳／編曲：片岡大志、村田昭、矢井田瞳

コムストック配給映画「きょうのできごと a day on the planet」エンディングテーマ
日本テレビ系「きょうの出来事」エンディングテーマ
3. 月のなみだ(4:59)
  - 作詞・作曲：矢井田瞳／編曲：片岡大志、村田昭、矢井田瞳

Bonus tracks
1. Hello(4:18)
  - 作詞・作曲：矢井田瞳／編曲：片岡大志、村田昭、矢井田瞳

## 収録アルバム
- Here today-gone tomorrow (#1,2、#1はChapter02)
- THE BEST OF HITOMI YAIDA (#1,2)